# ゴーデスベルク綱領
ゴーデスベルク綱領（ゴーデスベルクこうりょう、ドイツ語: Godesberger Programm）は、ドイツ社会民主党(SPD)の1959年から1989年までの綱領。

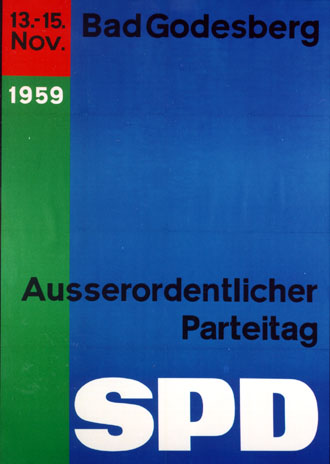
1959年のSPD党大会のポスター

1959年11月、バート・ゴーデスベルク（現在ボンの一部）で開催された党大会で採択された。このため、この綱領はバート・ゴーデスベルク綱領とも呼ばれ、1925年のハイデルベルク綱領を破棄し、階級闘争を正式に放棄したことで知られている。
これにより、ドイツ社会民主党は階級政党から社会民主主義の国民政党への転換が図られ、やがて1969年のヴィリー・ブラントによる政権獲得にもつながることとなる。
その後、ドイツ再統一直前の1989年の党大会ではベルリン綱領が採択されている。